# ピアノ三重奏曲 (ドビュッシー)
ピアノ三重奏曲 ト長調（フランス語：Premier Trio en Sol）は、ドビュッシーが18歳のときに作曲した室内楽作品である。ルシュール番号はL.5。1982年にドビュッシーの弟子であったモーリス・デュメニルの遺産から発見されるまで、この作品の自筆譜のほとんどが失われたものと考えられていた。自筆譜の表紙にはドビュッシーの和声法の師であるエミール・デュランへの献辞が記されている。1986年に初版が出版された。

## 作曲経緯
1880年の夏、18歳になったドビュッシーは、チャイコフスキーのパトロンであったフォン・メック夫人の長期旅行に自分の娘の音楽講師とピアニストとして同伴した。長期旅行では7月下旬にスイスのインターラーケン、8月にはフランスのアルカションを経由して9月からメック夫人の別荘があるイタリアのフィレンツェに長期滞在していた。ドビュッシーの仕事の中には、メック夫人とのピアノ連弾や、夫人が雇っていたポーランド人のヴァイオリニストでチャイコフスキーの弟子であるヴワディスワフ・パフルスキと作曲をすることも含まれていた。他にも、チャイコフスキーの交響曲第4番を夫人と一緒に読譜したり、後にチャイコフスキーの『オルレアンの乙女』をピアノで読譜した。ドビュッシーはチャイコフスキーからの影響を受け、10月にチェリストのピョートル・ダニーリチェンコがメック夫人の家に加わった後に、ドビュッシーは11月まで滞在し、メック夫人によりトリオが結成された。

## 発見
長年、ドビュッシーが1880年の夏のうちに作曲した作品のうち発見されていたのは『ボヘミア舞曲』（L.9）だけだった。メック夫人は9月8日付のチャイコフスキー宛の手紙の中で、この作品が作曲中であることを言及している。そのうちの第1楽章の手稿譜と、ドビュッシーの未亡人エンマ・バルダックが1920年代後半から1930年代初頭に散逸させた、全楽章のチェロパートの写譜のみが残されていると考えられていた。しかし1982年に、ミシガン大学に遺贈されたピアニスト、モーリス・デュメニルの論文の中から、エンマからデュメニルに与えられていた残りの3楽章のドビュッシーの手稿譜を音楽学者のエルウッド・デアにより発見された。だが、第4楽章のうち25小節だけが紛失しており、チェロパートの写譜を骨格に全曲が再構成された。1986年にヘンレ社からエルウッド・デアの編集により初版が出版された。

## 楽器編成
ヴァイオリン、チェロ、ピアノ

## 楽章構成
作品は4つの楽章から構成されている。
1. Andantino con moto allegro
2. Scherzo: Moderato con allegro
3. Andante espressivo
4. Finale: Appassionato

演奏時間は20～25分程度。

## 評論
1984年、音楽評論家のハロルド・C・ショーンバーグは、この作品の初期の録音について次のように書いている：「この曲は初期作品だ。学友にこの作品の作曲家が誰なのか聞いてみるのも楽しいかもしれません。この曲にはドビュッシーを示唆するものは何もありません。甘くて、感傷的で、甘美で、まるでサロンのような雰囲気を醸し出しています。」
2012年、BBCの評論家のシャーロット・ガードナーはこの作品の後の録音について次のように書いている：「ドビュッシーの10代の頃のピアノ三重奏曲は、あまり日の目を見ることがありません。しかし、この曲は楽しく聴くことができ、第2楽章のピチカートは弦楽四重奏のそれと比較してみるのも面白し、ブロドスキー弦楽四重奏団とピアニストのジャン＝エフラム・バヴゼは明らかに楽しんでいる。彼らは、この作品のゆったりでロマンティック、そして多くのパッセージで見られる美しさ、軽やかでクリアなテクスチャーの多くを作り上げている。」

### 注
1. ↑  ルシュール番号改定前の作品番号はL.3
2. ↑  Пётр Антонович Данильченко ; Pyotr Antonovich Danilchenko (1857-1908)
3. ↑  Ellwood Derr